# GreedFall 2: The Dying World
GreedFall 2: The Dying World — компьютерная игра в жанре action/RPG, разрабатываемая французской студией Spiders и издаваемая компанией Nacon. GreedFall 2 служит приквелом к игре GreedFall (2019); её действие происходит в фэнтезийном мире, в эпоху, напоминающую европейскую колонизацию Америки. Главный герой игры, абориген из Нового Света, посещает континент Гакане — территорию со множеством культур и народов, похожую на Европу XVII века. Игра была выпущена в раннем доступе для Windows в 2024 году. Полная версия GreedFall 2 должна выйти на платформах Windows, PlayStation 5 и Xbox Series X/S в 2025 году.

## Геймплей
GreedFall 2 — компьютерная игра в жанре action/RPG с видом от третьего лица. Пролог GreedFall 2 начинается за три года до событий первой части. Игрок управляет персонажем из племени аборигенов, которое испокон веков живёт на острове Тир-Фради. Главному герою противостоят колонизаторы с другого континента, стремящиеся захватить остров. Хотя действие игры начинается на острове Тир-Фради, позже в игре герой пересекает море и исследует континент Гакане — огромную территорию со множеством разных культур и народов, напоминающую Европу XVII века.
Внешность главного героя можно настроить. Задания можно выполнять разными способами: с применением силы в открытом бою, скрытно с помощью стелс-механик, либо дипломатическим путём, убеждая неигровых персонажей избежать конфликта.
Сражения происходят в реальном времени, однако — в отличие от первой игры — игрок может приостанавливать бой, чтобы отдавать приказы персонажу и сопровождающим его спутникам. Спутники обладают уникальными навыками и разными стилями боя: одни специализируются на оружии ближнего боя, другие — на дальнобойном. Некоторые спутники — охотники и следопыты — могут обнаруживать и обезвреживать спрятанные ловушки. В игре должно быть в общей сложности семь спутников. Игровой персонаж может вступить с некоторыми спутниками в романтические отношения.

## Разработка
Разработкой GreedFall 2 занимается парижская студия Spiders, в которой работает около 100 сотрудников. GreedFall 2, как и первая часть, вдохновляется старыми играми студии Bioware. Жанна Руссо, глава студии Spiders и главная сценаристка игры, заявляла «мы все поклонники игр такого рода». Одна из предыдущих игр студии, Mars: War Logs, во многом подражала серии Mass Effect, тогда как первая GreedFall вдохновлялась уже Dragon Age: Origins.
Жанна Руссо, глава студии Spiders и главная сценаристка игры, описывала сеттинг GreedFall 2 как фэнтезийный мир, вдохновленный историческими событиями — «скорее Джордж Мартин, чем Толкин, история о политических интригах и убийствах, а не об эльфах и гномах». По её словам, здесь нет рыцарей и благородных архетипов — это скорее грязный, а не героический мир. Руссо указывала на серию книг «Ведьмак» Анджея Сапковского как пример, когда фэнтезийные произведения могут обращаться к реальной истории и эффективно обсуждать острые политические темы, не задевая ничьих чувств — она надеялась добиться того же результата и в GreedFall 2.
До работы в игровой индустрии Руссо много лет занималась организацией настольных ролевых игр как «мастер» и сочиняла для своих друзей множество приключений по системам вроде Dungeons & Dragons. Игра GreedFall для неё была глубоко личным проектом, и Руссо «не перенесла бы», если бы эта игра провалилась. За время работы над первой игрой она накопила «сотни заметок» о разных странах и народах, даже не появлявшихся в GreedFall. Появление в игре тактической паузы обосновывалось желанием улучшить боевую систему, которую разработчики считали слабой стороной первой игры. По мнению Руссо, игроки «подсознательно» хотели иметь в игре возможность приостановить бой и отдать приказы спутникам — речь всё-таки идёт об отряде соратников, которые сражаются вместе. Образцом для подражания в части боевой системы и управления отрядом стала ещё одна старая игра Bioware — Star Wars: Knights of the Old Republic.
По словам арт-директора игры Сирила Тамассеби, в центре GreedFall 2 должно стоять исследование мира — Тамассеби даже заявлял, что если бы его попросили описать игру одним словом, этим словом было бы «открытия» (англ. discovery). GreedFall 2  должна следовать тому же художественному стилю, что и первая игра, вдохновлённому картинами Рембрандта и «золотого века» голландской живописи. В GreedFall 2 используется искусственный язык «донейгада», придуманный специально для вселенной игры — студия привлекала лингвиста для его разработки. Если в первой игре можно было услышать лишь обрывки реплик на донейгаде, в GreedFall 2 на нём уже строятся целые сцены и диалоги. Игра содержит ситуации, основанные на конфликте языков и культур — например, ошибка перевода может привести к драке в таверне.
Издатель Nacon и студия разработчик Spiders анонсировали GreedFall 2 в мае 2022 года. Игра вышла в раннем доступе только для Windows 24 сентября 2024 года. В этой версии игрокам доступна только первая глава, рассчитанная на 10-15 часов прохождения; она соответствует примерно 30% будущей игры. Полный релиз игры, включая версии для PlayStation 5 и Xbox Series X/S, запланирован на 2025 год.